# Mongolische Revolutionäre Volksarmee

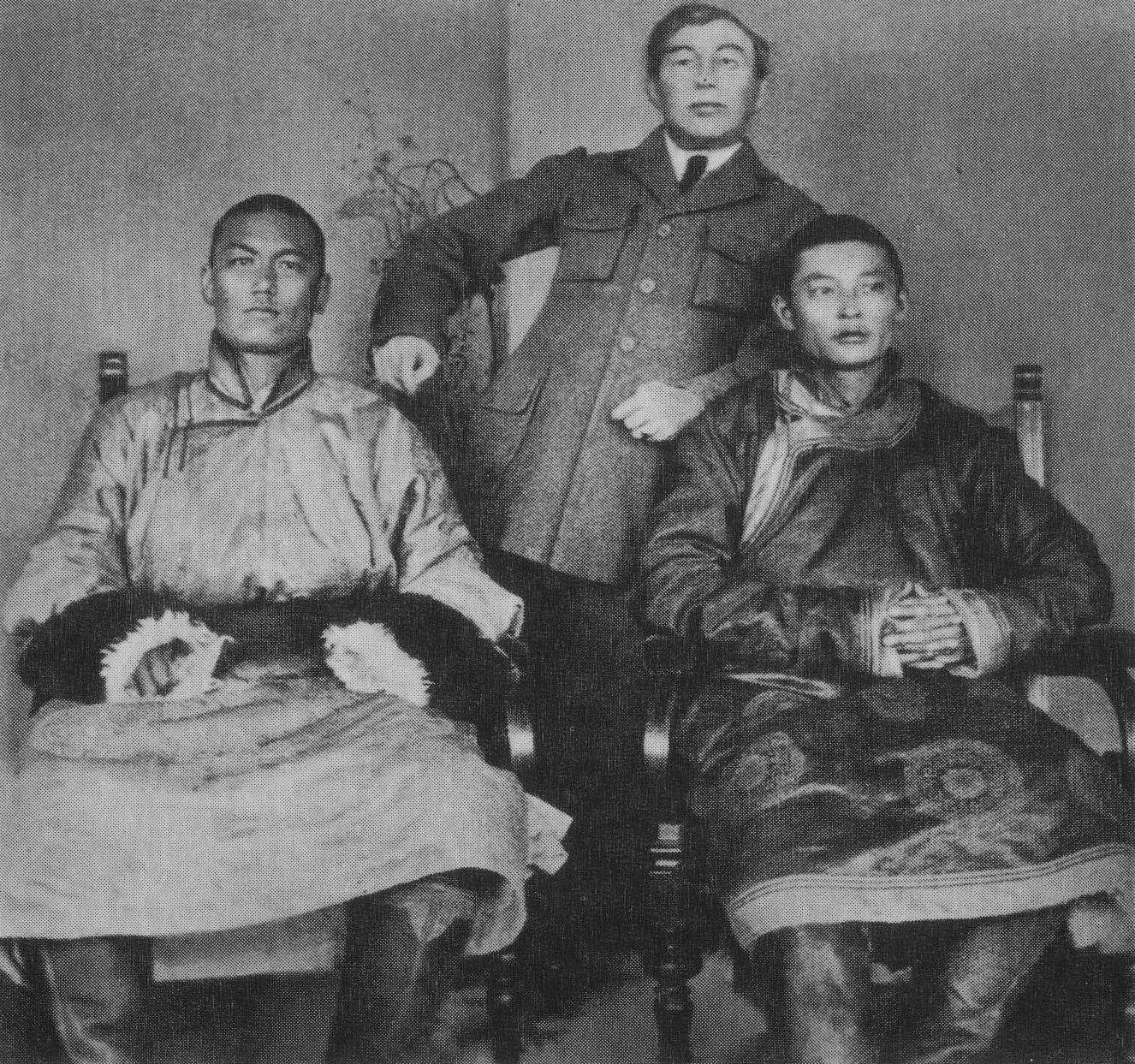
Süchbaatar und Tschoibalsan gründeten im Jahr 1921 die Revolutionäre Volksarmee

Die ehemalige Mongolische Revolutionäre Volksarmee (mongolisch Монголын Ардын Арми oder Монгол Ардын Хувьсгалт Цэрэг) war im Jahr 1921 im Kampf für die Verteidigung der Unabhängigkeit der Mongolei und der Revolution gegen chinesische (Nördliche Militaristen) und russische (weißgardistische) Invasoren gegründet worden. Bis 1992 war Mongolische Revolutionäre Volksarmee die offizielle Bezeichnung der Mongolischen Streitkräfte.

## Unabhängigkeitskrieg
Nachdem sich das Land im Jahr 1911 für autonom erklärt hatte, wurde die Äußere Mongolei zunächst im Jahr 1918 von chinesischen Truppen besetzt und anschließend mit japanischer Hilfe im Jahr 1920 von der russischen Weißen Armee unter Roman von Ungern-Sternberg erobert. Nach der Eroberung verbündeten sich einheimische Feudalherren und Lamas mit den Besatzern. Die Revolutionäre Volksarmee wurde von mongolischen Revolutionären unter Damdin Süchbaatar und Chorloogiin Tschoibalsan geschaffen, um die Unabhängigkeit des Landes wiederherzustellen. Im Jahr 1921 vertrieb die Revolutionäre Volksarmee mit sowjetrussischer Hilfe die Chinesen und die Weiße Armee.

## Zweiter Weltkrieg

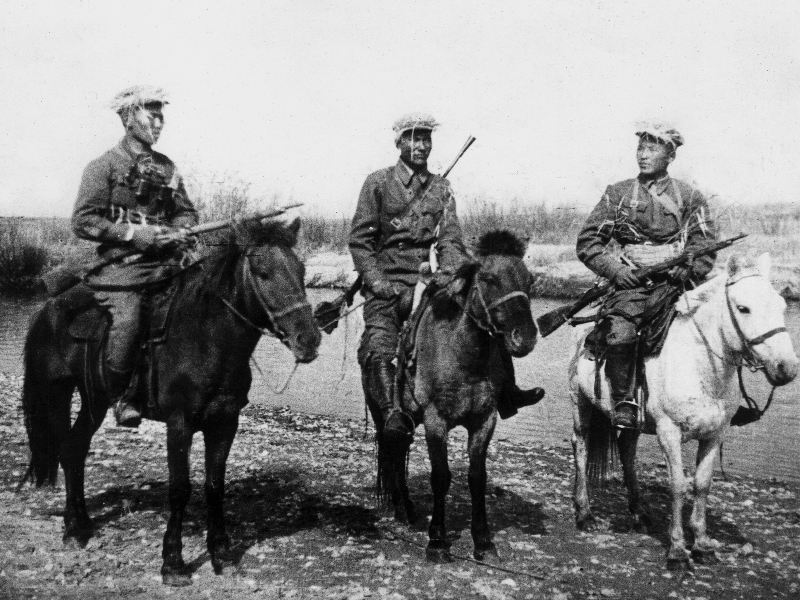
Mongolische Kavallerie in der Schlacht am Chalchin Gol (1939)

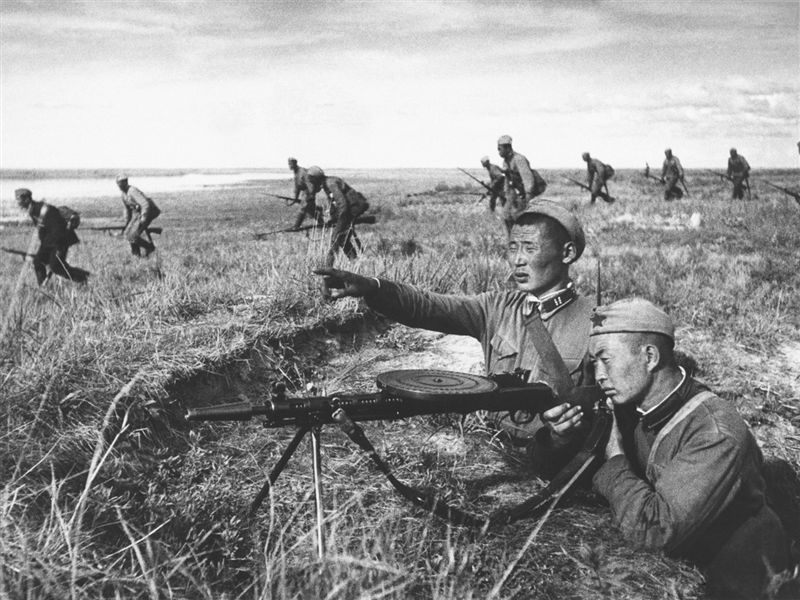
Mongolische Soldaten am Chalchin Gol

Die Mongolische Volksrepublik blieb mit der Sowjetunion verbündet und gemeinsam schlugen die Truppen der Roten Armee unter Georgi Konstantinowitsch Schukow und mongolische Truppen unter Tschoibalsan im Jahr 1939 einen japanisch-mandschurischen Angriff am Chalchin Gol zurück.
Erneut trafen sowjetisch-mongolische und japanisch-mandschurische Verbände in der Endphase des Zweiten Weltkriegs aufeinander. Im Rahmen der Operation Auguststurm rückte im August 1945 eine sowjetisch-mongolische mechanisierte Kavallerie-Gruppe unter General Piljew und Tschoibalsan als Teil der entscheidenden Transbaikalfront (Marschall R. J. Malinowski) von der Wüste Gobi durch die Innere Mongolei und die Mandschurei bis auf Stellungen vor, von denen aus Peking bedroht werden konnte.
Nachdem die im Jahr 1931 von Japan völkerrechtswidrig besetzte Mandschurei und dem auf diesem Gebiet eingesetzten Marionettenstaat Mandschukuo im Jahr 1945 befreit und der Zweite Weltkrieg mit der Kapitulation Japans beendet worden war, gab die Sowjetunion das Gebiet gemäß den alliierten Kriegszielen (Kairoer Erklärung) ein Jahr später an die Republik China zurück.

## Chinesischer Bürgerkrieg
Während des Chinesischen Bürgerkriegs nach dem Ende des Zweiten Weltkriegs intervenierten mongolische Truppen im Jahr 1947 auch an der Grenze zu Xinjiang. Mit sowjetischer Hilfe bekämpfte die Mongolische Revolutionäre Volksarmee nationalchinesische und mit ihnen verbündete Hui-chinesische Truppen, wurde nach Anfangserfolgen zunächst zurückgeschlagen und konnte schließlich mit Hilfe sowjetisch-mongolischer Luftstreitkräfte bis 1948 das Übergewicht über die chinesischen Kavallerieeinheiten erringen.